# Целикас
Целикас (грч. Τσέλικας) је насељено место у општини Кожани у периферији Западна Македонија, Грчка. Према попису из 2021. године био је 1 становник.
Насеље је подигнуто осамдесетих година 20. века и први пут се помиње на попису из 1991. године са 15 становника.